# بانک جنوب هند
بانک جنوب هند (انگلیسی: South Indian Bank) شرکت خدمات مالی و بانکداری هندی است، که در سال ۱۹۲۹ تأسیس شد.